# Surrender (Laura Pausini)
Surrender è un brano musicale della cantante italiana Laura Pausini.

## Surrender
È il primo singolo che anticipa l'uscita del album From the Inside del 2002, trasmesso in radio da agosto negli Stati Uniti.
In Europa viene invece pubblicato il 24 gennaio 2003.

### Il brano
La canzone è scritta da Dane Deviller, Sean Hosein, Steven Smith e Anthony Anderson.
Surrender è parte di un progetto volto a promuovere Laura Pausini in America. Il singolo ottiene un discreto riscontro di pubblico, e soprattutto ottiene il 1º posto nella classifica Billboard Dance/Club Play Songs. In effetti la canzone della Pausini ottiene il trattamento di un brano dance, con numerosi remix e passaggi soprattutto nei club. Questa strategia della Atlantic Records contribuisce in parte all'insuccesso che il disco From the Inside otterrà in seguito, reclamizzato come un disco dance, nonostante la chiara natura Pop. Nel 2003 il singolo Surrender viene pubblicato anche in Europa, ottenendo piazzamenti nella Top 40 di diversi paesi.
Alcune versioni remix di Surrender vengono inserite nell'album From the Inside:
- Surrender (Toronto chilled mix) nell'album per il mercato tedesco, australiano e giapponese.
- Surrender (Eric Kupper radio mix) nell'album per il mercato australiano.
- Surrender (Ford's remix) nell'album per il mercato giapponese.

### Il video
Vengono realizzati due videoclip di Surrender: European Version e USA Version.
Il videoclip Surrender - USA Version è stato diretto dai registi Billie Woodruff e Calabazitaz Tiernez; il videoclip Surrender - European Version da Gaetano Morbioli.
Il videoclip Surrender - European Version viene inserito nell'edizione australiana di From the Inside e in una VHS contenuta nella Box Edition dell'album pubblicata in America.

### Tracce
CDS - Promo 0630175082 Warner Music Messico
1. Surrender

CDS - Promo PCS627 Warner Music Giappone
1. Surrender

CDS - 300861 Warner Music USA
1. Surrender (Ultramix)
2. Surrender (Mark Taylor Radio Mix)
3. Surrender (Eric Cupper Radio Mix)
4. Surrender (Mike Rizzo Radio Mix)

CDS - 300861 Warner Music USA
1. Surrender (Ultramix)
2. Surrender (Mark Taylor Radio Mix)
3. Surrender (Eric Cupper Radio Mix)
4. Surrender (Mike Rizzo Radio Mix)

CDS - 300861 Warner Music USA
1. Surrender (Ultramix)
2. Surrender (Mark Taylor Radio Mix)
3. Surrender (Eric Kupper Radio Mix)
4. Surrender (Mike Rizzo Radio Mix)

CDS - 3741 Warner Music Europa
1. Surrender (Ultramix)
2. Surrender (Mark Taylor Radio Mix)
3. Surrender (Eric Cupper Radio Mix)
4. Surrender (Mike Rizzo Radio Mix)

CDS - Max Single 0927494462 Warner Music USA
1. Surrender (Mike Rizzo Global Club Mix)
2. Surrender (Ford's Club Mix)
3. Surrender (Nick Fierce's Polarbabies)
4. Surrender (Frank Amoros Chillout Mix)
5. Surrender (Lenny B. Club Mix)
6. Surrender (Eric Kupper Ext.Mix)
7. Surrender (Mike Rizzo Global Dub)

CDS - Warner Music USA
1. Surrender (Ultamix)
2. Surrender (Mike Rizzo Radio Mix)
3. Surrender (Mark Taylor Radio Mix)
4. Surrender (Eric Kupper Radio Mix)

33 giri - 300979 Warner Music USA
1. Surrender (Mike Rizzo Global Club Mix)
2. Surrender (Nick Fierce's Polarbabies Club Mix)
3. Surrender (Ford's Club Mix)
4. Surrender (Franck Amoros Chillout Mix)
5. Surrender (Lenny B Club Mix)
6. Surrender (Mike Rizzo Global Dub)

CDS - 3099 Warner Music USA
1. Surrender (Mike Rizzo Global Club Mix)
2. Surrender (Ford's Club Mix)
3. Surrender (Eric Kupper's Extended Mix)

CDS - 809274977823 Warner Music Australia
1. Surrender (Ultamix)
2. Surrender (Mike Rizzo Global Club Mix)
3. Surrender (Lenny B. Club Mix)
4. Surrender (Ford's Club Mix)
5. Surrender (Toronto Chilled Edit)

CDS - 0927497802 Warner Music Italia
1. Surrender (Eric Kupper Radio Mix)
2. Surrender (Ultamix)

CDS - 0927497802 Warner Music Europa
1. Surrender (Ultamix)
2. Surrender (Mike Rizzo Global Club Mix)

CDS - Warner Music USA
1. Surrender (Ultamix)
2. Surrender (Mark Taylor Radio Mix)

CDS - 09274947222 Warner Music Canada
1. Surrender (Eric Kupper Radio Mix)
2. Surrender (Ultamix)

CDS - 301034 Warner Music USA
1. Surrender (Mik Rizzo Global Edit)
2. Surrender (Ultramix)
3. Surrender (Ford's Remix Edit)
4. Surrender (Miami Chillout Mix)
5. Surrender (Frank Amorosos Chillout Mix)

CDS - 50466296726 Warner Music Europa
1. Surrender (Ultamix)
2. Surrender (Mark Taylor Radio Mix)
3. Surrender (Mike Rizzo Radio Mix)
4. Surrender (Toronto Chilled Mix)

33 giri - 049447 Warner Music USA
1. Surrender (Mike Rizzo Global Club Mix)
2. Surrender (Nick Fierce's Polarbabies Club Mix)
3. Surrender (Ford's Club Mix)
4. Surrender (Franck Amoros Chillout Mix)
5. Surrender (Lenny B Club Mix)
6. Surrender (Mike Rizzo Global Dub)

CDS - Warner Music USA
1. Surrender
2. I Need Love
3. It's Not Good-Bye

Download digitale
1. Surrender

### Crediti
- Eric Buffat: tastiere, programmazione
- Dan Chase: tastiere, programmazione
- Mark Taylor: tastiere, programmazione
- Jamie Muhoberac: tastiere
- John Shanks: chitarra elettrica, chitarra acustica
- Adam Phillips: chitarra elettrica, chitarra acustica

## Classifiche
Posizioni massime
| Classifica (2002-2003)             | Posizione |
| ---------------------------------- | --------- |
| Australia                          | 61        |
| Belgio (Vallonia)                  | 39        |
| Belgio (Fiandre)                   | 25        |
| Canada                             | 8         |
| Francia                            | 55        |
| Italia                             | 7         |
| Paesi Bassi                        | 31        |
| Romania                            | 32        |
| Stati Uniti(Dance/Club Play Songs) | 1         |
| Svezia                             | 38        |
| Svizzera                           | 34        |

## Surrender- Edizione 2013

### Il brano
Nel 2013 la canzone Surrender viene inserita negli album raccolta 20 - The Greatest Hits e 20 - Grandes Exitos in una nuova versione.
Il brano viene nuovamente estratto come 2° singolo il 26 maggio 2014 solo in Australia; non viene realizzato il videoclip.
20 - The Greatest Hits è il primo album di Laura Pausini pubblicato per il mercato australiano il 23 maggio 2014.

### Tracce
Download digitale
1. Surrender (New Version)

## Pubblicazioni
Surrender viene inserita in una versione rinnovata negli album 20 - The Greatest Hits e 20 - Grandes Exitos del 2013; come Bonus Track nell'album The Best of Laura Pausini - E ritorno da te Scandinavian Edition del 2004.
Surrender viene inserita in versione Live negli album Live in Paris 05 del 2005 (audio e video), San Siro 2007 del 2007 (Medley audio e video), Laura Live World Tour 09, Laura Live Gira Mundial 09 del 2009 (Medley Soft video), Inedito - Special Edition e Inédito - Special Edition del 2012 (Medley Dance video); nelle compilation Hit Box 2003 del 2003 e Top Of The Year 2004 del 2004.
Surrender (Mike Rizzo Radio Mix) viene inserita nella compilation Maximum Dance 2004 del 2004.

## Cover
Nel 2004 il cantante statunitense Scott Bolton realizza una cover di Surrender inserendola nell'album Set Me Free.